# Giuseppe Benedetto Cottolengo
Giuseppe Agostino Benedetto Cottolengo (Bra, 3 maggio 1786 – Chieri, 30 aprile 1842) è stato un presbitero italiano, il fondatore della Piccola casa della Divina Provvidenza e delle congregazioni ad essa collegate: fratelli, suore e sacerdoti del Cottolengo. Venne proclamato santo da papa Pio XI nel 1934. La sua memoria liturgica cade il 30 aprile.
È considerato uno dei santi sociali torinesi.

## Biografia

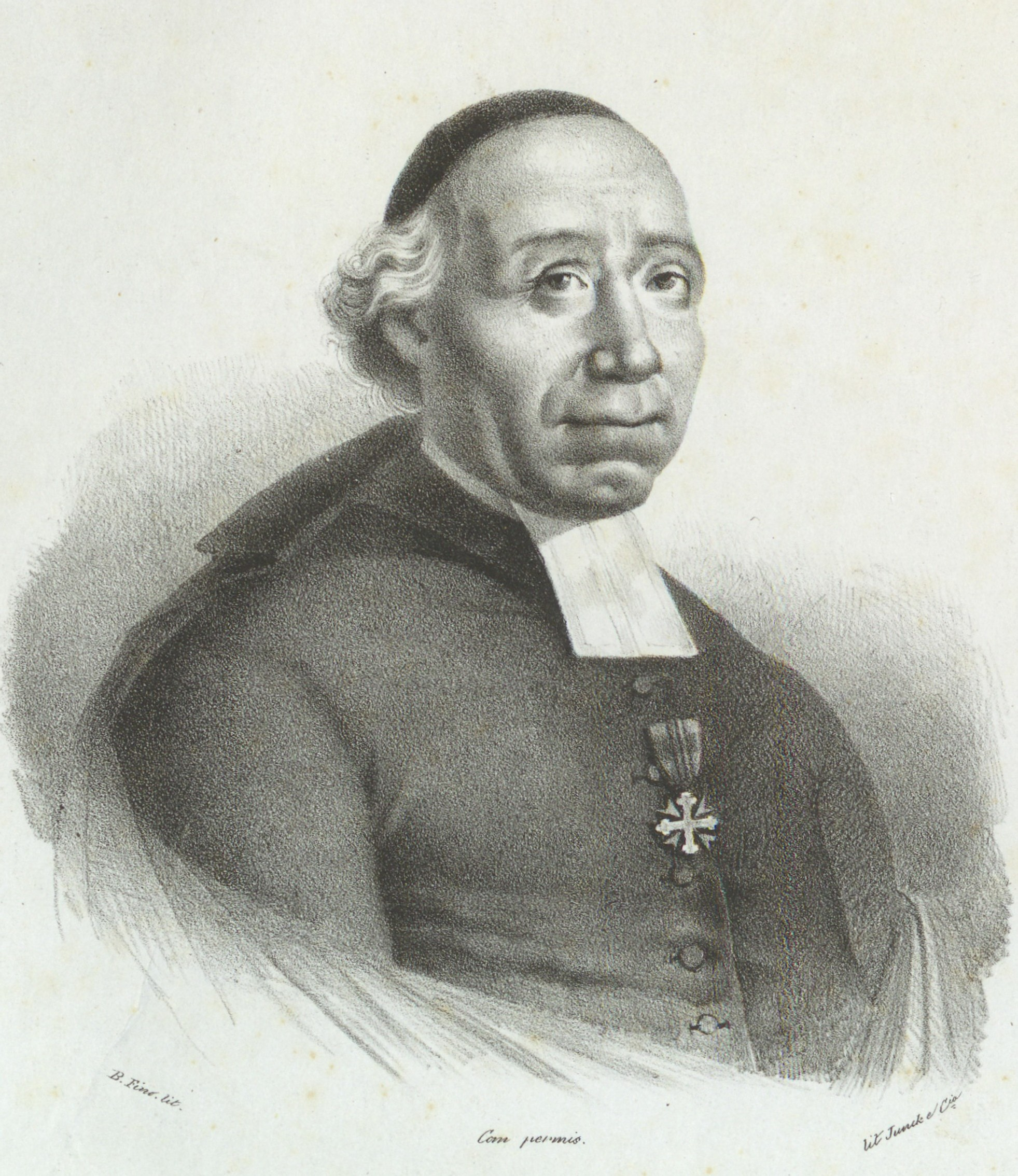
Ritratto di Giuseppe Cottolengo, 1826

Nacque, primo di dodici figli, da Giuseppe Antonio Cottolengo e da Benedetta Chiarotti. I Cottolengo erano di origini provenzali in quanto il nonno Giuseppe si era trasferito a Bra da Saint-Pons, presso Barcelonnette. Famiglia di intraprendenti mercanti di stoffe, la loro abilità negli affari fu tramandata anche allo stesso Giuseppe Agostino Benedetto, che infatti si dimostrò tutt'altro che sprovveduto nella gestione economica della sua opera. Uno dei suoi fratelli, Agostino Cottolengo, diventò un noto e apprezzato pittore. Fu la devotissima madre, nata il 10 aprile 1766 a Savigliano, a impartirgli i principi della vita cristiana.
La sua adolescenza venne condizionata dai tragici eventi legati alla Rivoluzione francese e alla successiva invasione del Piemonte da parte dei soldati francesi di Napoleone Bonaparte: buona parte dei suoi studi di teologia, iniziati il 5 dicembre 1802, avvennero in clandestinità, prima nella città natale e poi ad Asti (alla cui diocesi apparteneva allora la città di Bra). Venne ordinato sacerdote l'8 giugno 1811 nella cappella del seminario di Torino da monsignor Paolo Giuseppe Solaro, già vescovo di Susa, e celebrò la prima messa nella sua Bra il giorno seguente. Nel novembre 1813 fu nominato viceparroco a Corneliano d'Alba. Con il declino di Napoleone e l'avvicinarsi del periodo della Restaurazione poté riprendere gli studi teologici nel 1814 a Torino, fino al raggiungimento della laurea con plauso e lode il 14 maggio 1816. Nel 1818 venne chiamato nella congregazione dei Canonici del Corpus Domini. Col trascorrere del tempo emerse nel Cottolengo una profonda insoddisfazione e la meditazione della biografia di san Vincenzo de' Paoli lo condusse ad una maturazione della sua dimensione umana e spirituale.
La sua intuizione ebbe origine il 2 settembre 1827 quando a Torino venne chiamato al capezzale di una donna francese al sesto mese di gravidanza, tale Giovanna Maria Gonnet, affetta da tubercolosi e morente. Ella era stata portata dal marito in più ospedali torinesi, ma in nessuno era stata accettata per il ricovero perché le inevitabili perdite di sangue avrebbero potuto innescare un'epidemia tra le altre madri e i neonati (allora non esistevano gli antibiotici). Di fronte alla tremenda agonia della giovane, lasciata morire in una misera stalla circondata dal dolore dei suoi figli piangenti, il Cottolengo sentì l'urgenza interiore di creare un ricovero dove potessero essere accolti e soddisfatti i bisogni assistenziali che non trovavano risposta altrove. Con l'aiuto di alcune donne, il 17 gennaio 1828 aprì nel centro di Torino il Deposito de' poveri infermi del Corpus Domini.

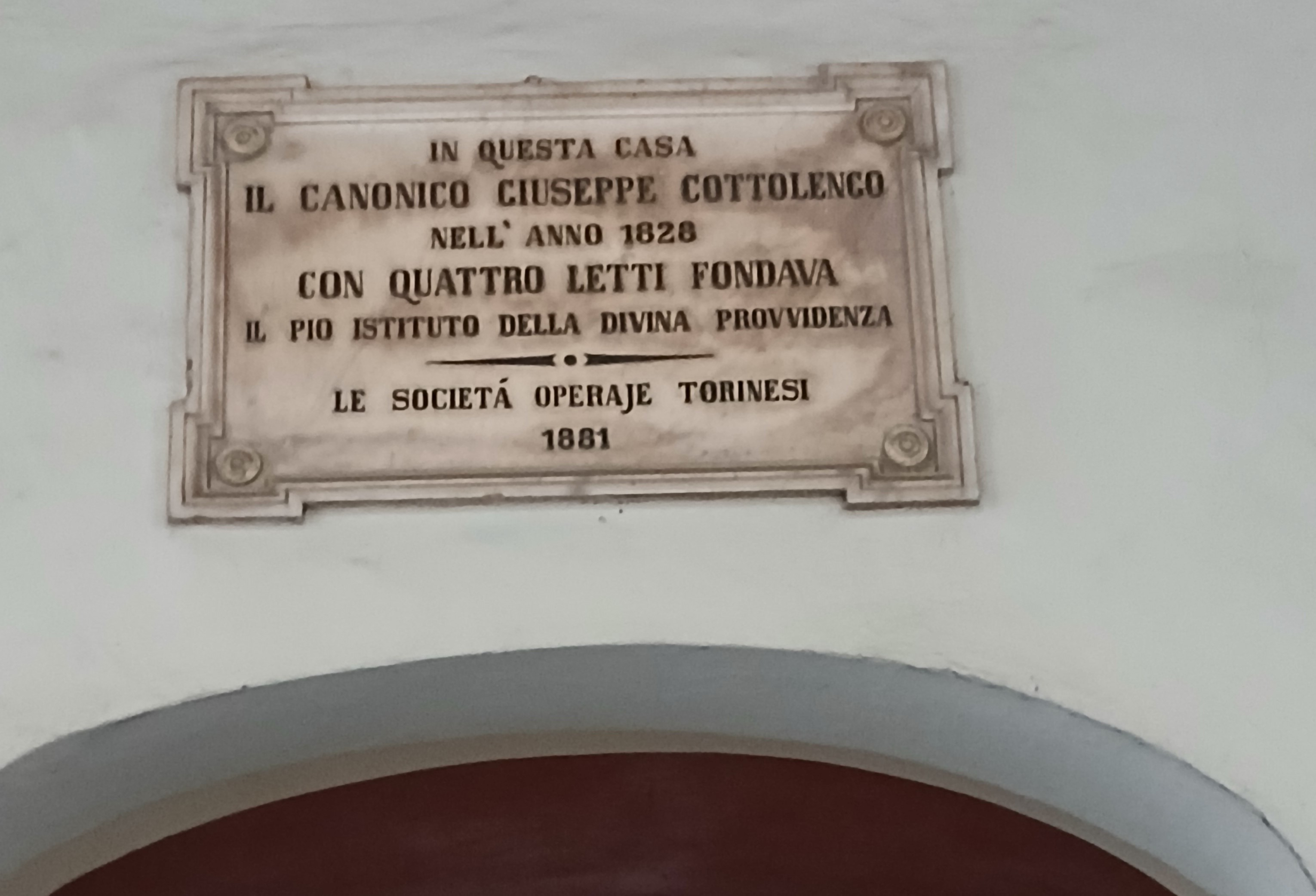
Targa commemorativa in via palazzo di città a Torino

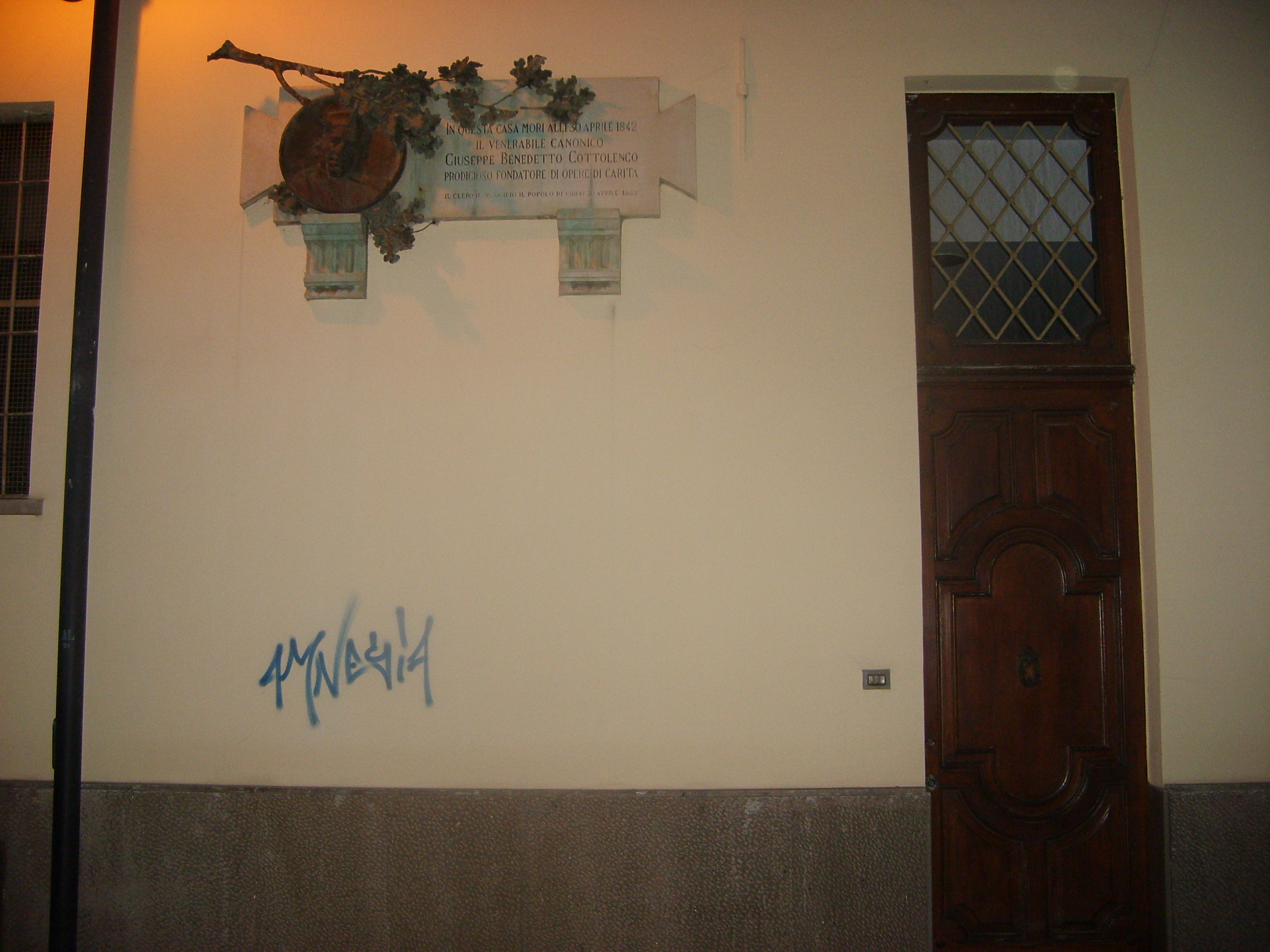
La casa di Luigi Cottolengo, suo fratello, a Chieri, nell'omonima via Cottolengo, dove il santo morì nel 1842

Dopo tre anni, in seguito ai timori di un'epidemia di colera, il governo gli ordinò di chiudere il ricovero. Sì trasferì in Borgo Dora, dove il 27 aprile 1832 fondò, con l'aiuto del dottor Lorenzo Granetti, quella grande realtà tuttora esistente, la Piccola casa della Divina Provvidenza, più comunemente conosciuta col nome del suo fondatore: il Cottolengo. Diede inoltre vita ad alcune famiglie religiose: l'Istituto religioso delle suore, i fratelli e la società dei sacerdoti a lui intitolati. Passò gli ultimi giorni della sua vita a Chieri nella casa del fratello Luigi, anch'egli prete, dove morì di febbre tifoide il 30 aprile 1842.

## Culto
Per le sue opere venne dichiarato beato da papa Benedetto XV il 29 aprile 1917 e proclamato santo della Chiesa cattolica il 19 marzo 1934 da papa Pio XI.
Papa Benedetto XVI lo cita, nella sua prima enciclica Deus caritas est, datata 25 dicembre 2005, tra i «modelli insigni di carità sociale per tutti gli uomini di buona volontà».
L'esperienza missionaria cottolenghina oggi è presente in Europa, Asia, Africa, Nord e Sud dell'America.

## Riconoscimenti
La città di Torino gli ha dedicato una via nel quartiere Aurora.

## Scritti
- Fiori e profumi, raccolti dai detti del ven. p. Giuseppe Cottolengo, a cura di Bartolomeo Roetti, Torino, tipografia Salesiana, 1892;
- Fede, ma di quella. Detti di s. Giuseppe Cottolengo, Torino, Cottolengo, 1978;
- Fiori e profumi, raccolti dai detti di san Giuseppe Benedetto Cottolengo, nuova edizione con annotazioni critiche, a cura di Lino Piano, Torino, Piccola Casa della Divina Provvidenza, 1997;
- Detti e pensieri, a cura di Lino Piano, Milano, Edilibri, 2005;

## Epistolario
- Epistolario, introduzione e note di fratel Domenico Carena, Torino, Piccola Casa della Divina Provvidenza
  - 1. Lettere ai parenti e agli amici di gioventù, revisione del testo sugli originali e traduzione dal latino di don Lino Piano, Torino, Piccola Casa della Divina Provvidenza, 1973;
  - 2. Lettere alle suore, a cura di un gruppo di cottolenghini, Torino, Piccola Casa della Divina Provvidenza, 1974;
  - 3. Lettere alle autorità e ai collaboratori, a cura di un gruppo di cottolenghini, Torino, Piccola Casa della Divina Provvidenza
- Carteggio di san Giuseppe Benedetto Cottolengo (1786-1842), a cura di Lino Piano, Torino, Piccola Casa della Divina Provvidenza, 1975;

## Filmografia
- Una cosa in mente - San Giuseppe Benedetto Cottolengo (2004), regia e sceneggiatura di Paolo Damosso, con Massimo Wertmüller, Massimo Bonetti e Claudia Koll.